# Phnôm Pênh

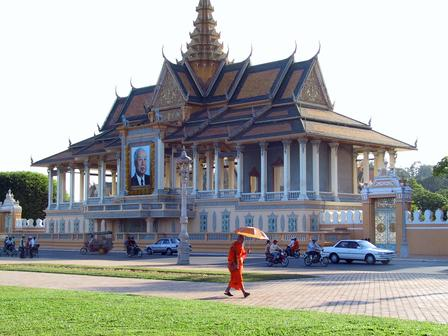
Một nhà sư bước đi qua trước Vương cung Campuchia ở Phnôm Pênh

Phnôm Pênh hay Phnom Penh (tiếng Khmer: ភ្នំពេញ; chuyển tự: Phnum Pénh; IPA: [pʰnum peːɲ]), trong tiếng Việt còn gọi là Nam Vang, Nam Vinh, hay Kim Biên, là thành phố lớn nhất và là thủ đô của Vương quốc Campuchia. Đây cũng là thủ phủ của thành phố tự trị Phnôm Pênh. Từng được gọi là "Hòn ngọc châu Á" thập niên 1920, Nam Vang cùng với Xiêm Riệp và Sihanoukville, là những thành phố thu hút khách du lịch nội địa và quốc tế nhất của Campuchia. Thành phố này có nhiều toà nhà mang ảnh hưởng kiến trúc Pháp cùng nhiều công trình đặc sắc của kiến trúc Khmer. Với dân số là 2,2 triệu người (2011), thành phố này là trung tâm chính trị, văn hóa, thương mại của Campuchia.

## Lịch sử

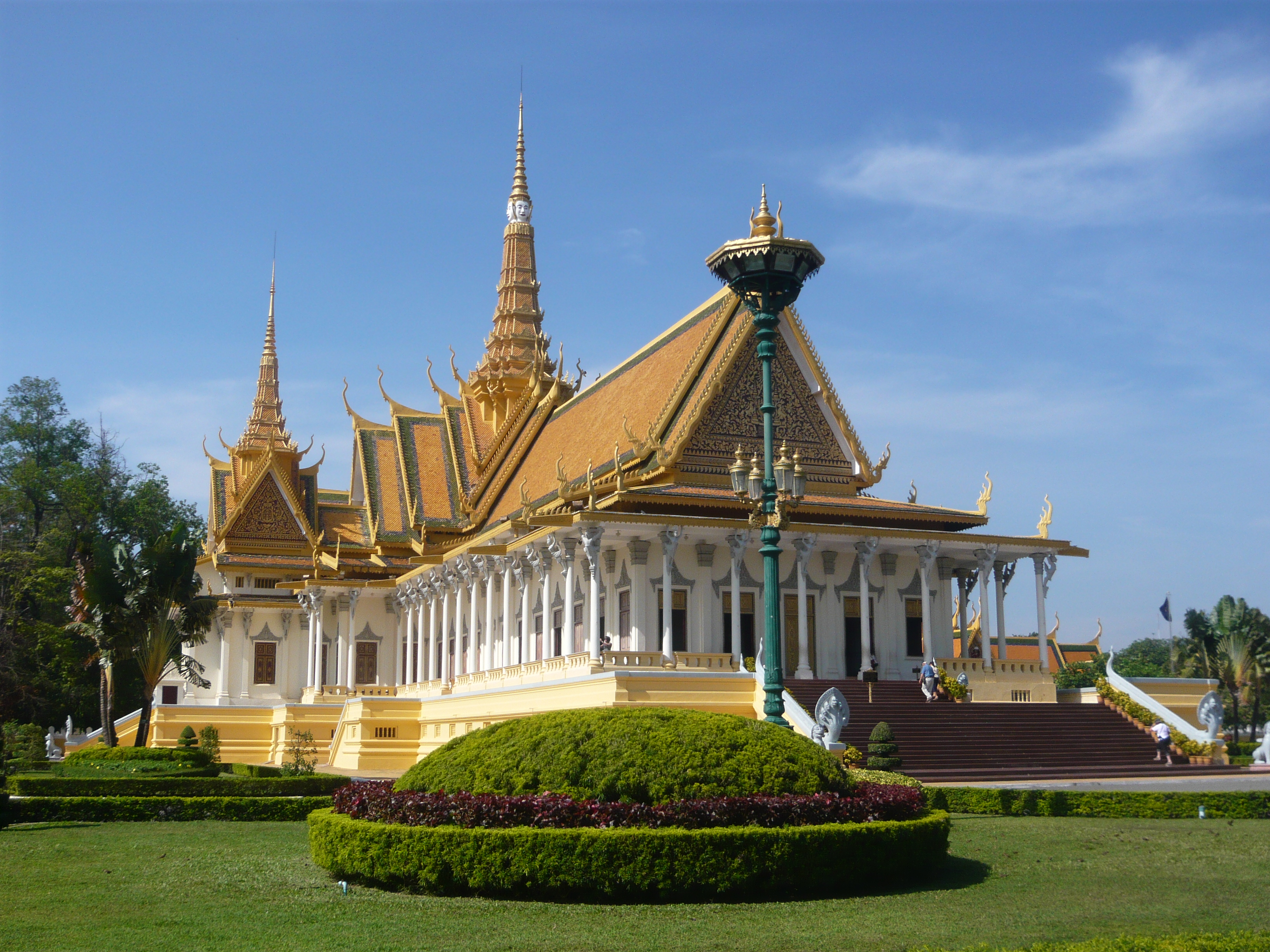
Trong Vương cung Campuchia

## Các đơn vị hành chính

Tòa nhà Quốc hội Campuchia.

## Kinh tế

Phnom Penh nhìn từ trên cao

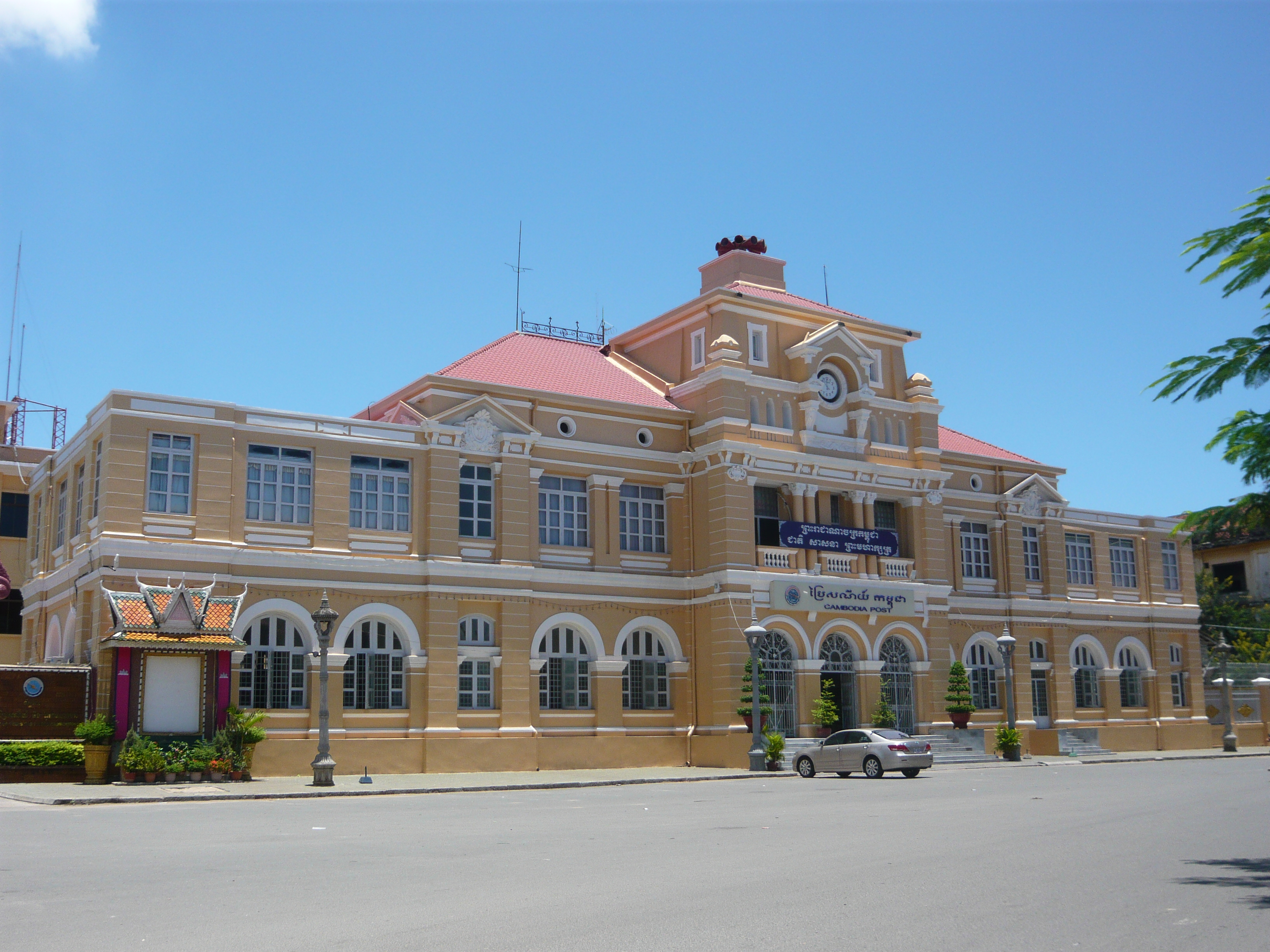
Bưu điện trung tâm

Hong Kong Center, trụ sở của hệ thống sản xuất dầu khí Total S.A. ở Campuchia

## Giáo dục

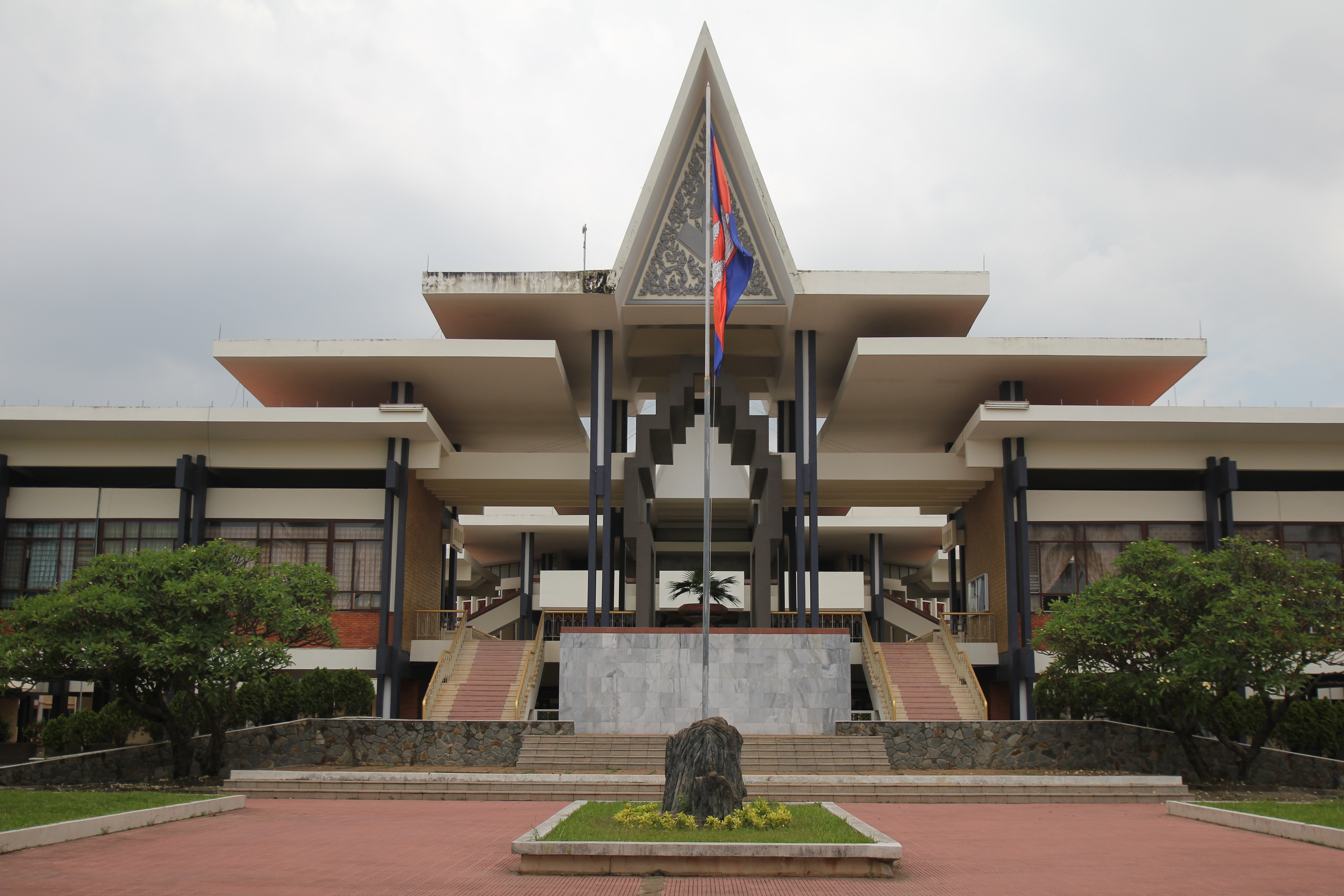
Đại học Hoàng gia Phnôm Pênh cơ sở II

## Văn hóa

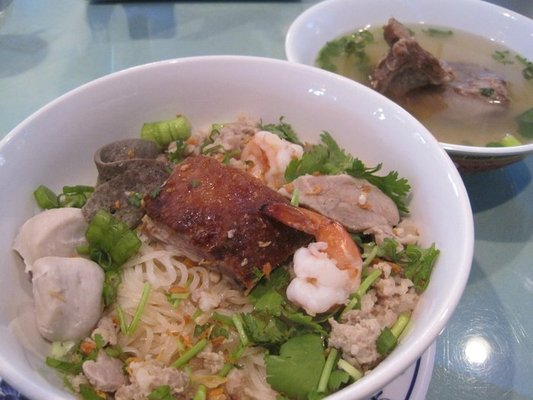
Một phiên bản "khô" của bún Phnom Penh với chén súp được tách ra

## Kiến trúc

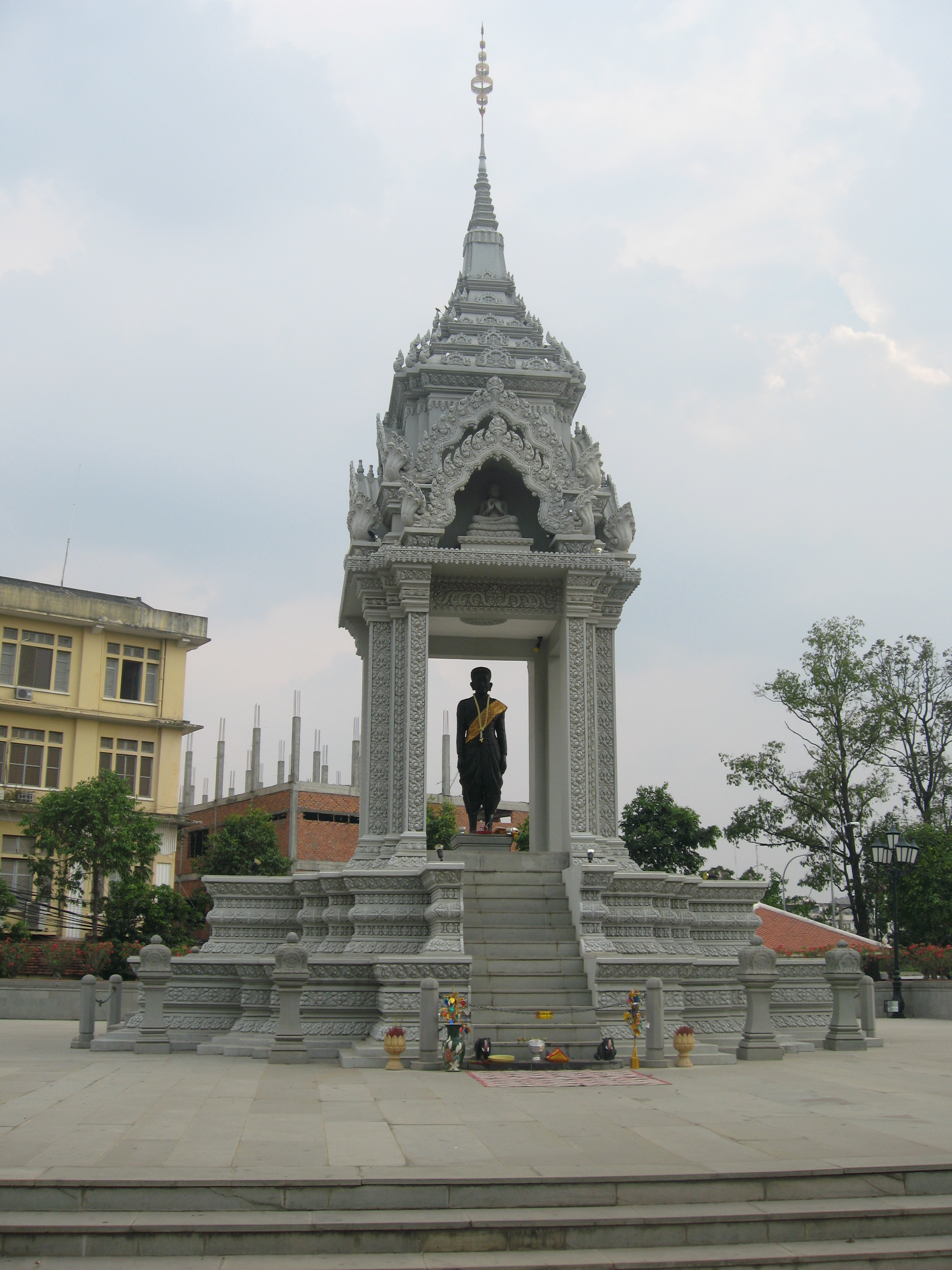
Tượng bà Pênh, người đã tìm ra thành phố.

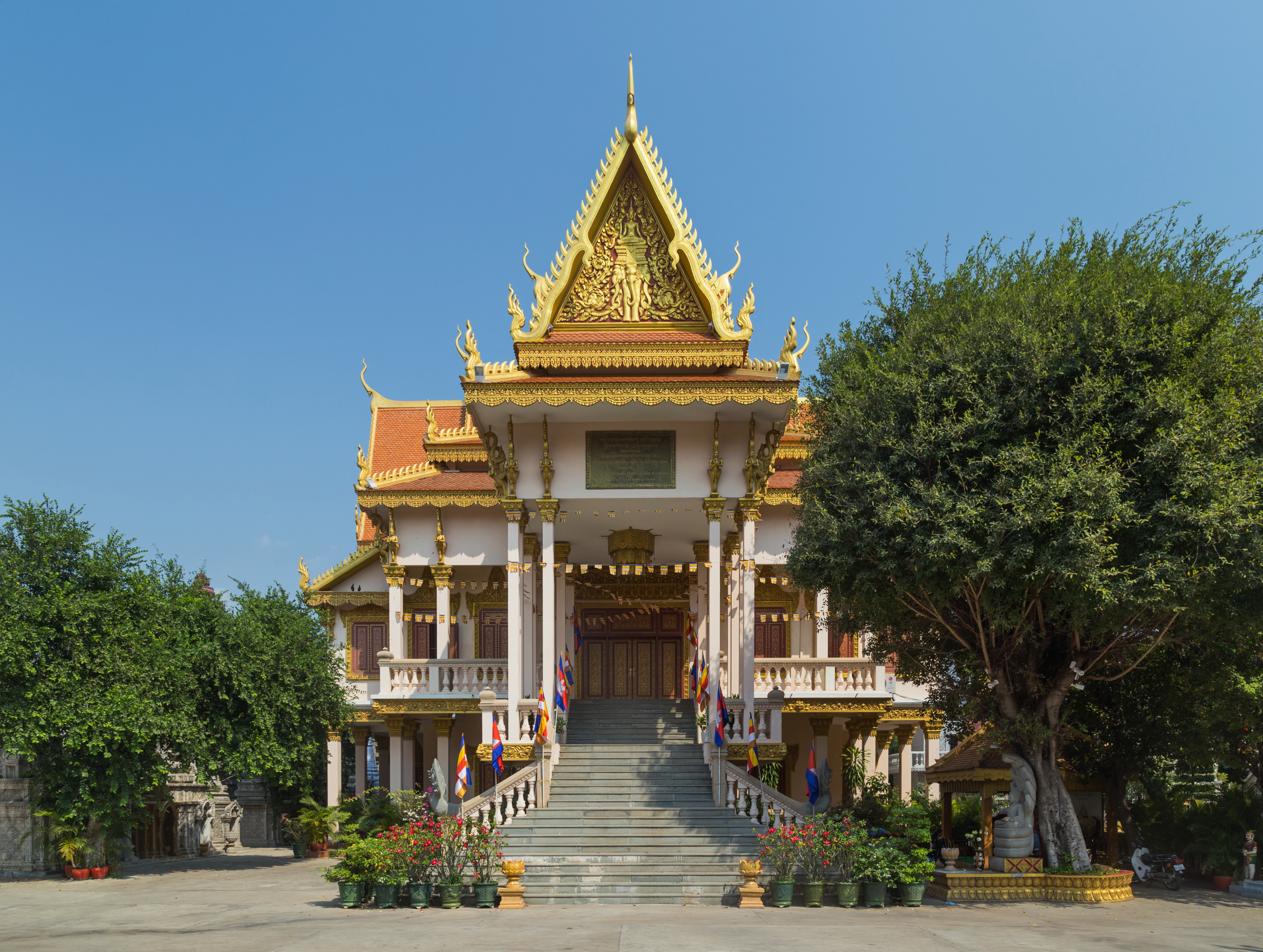
Một ngôi đền ở Wat Langka

## Du lịch

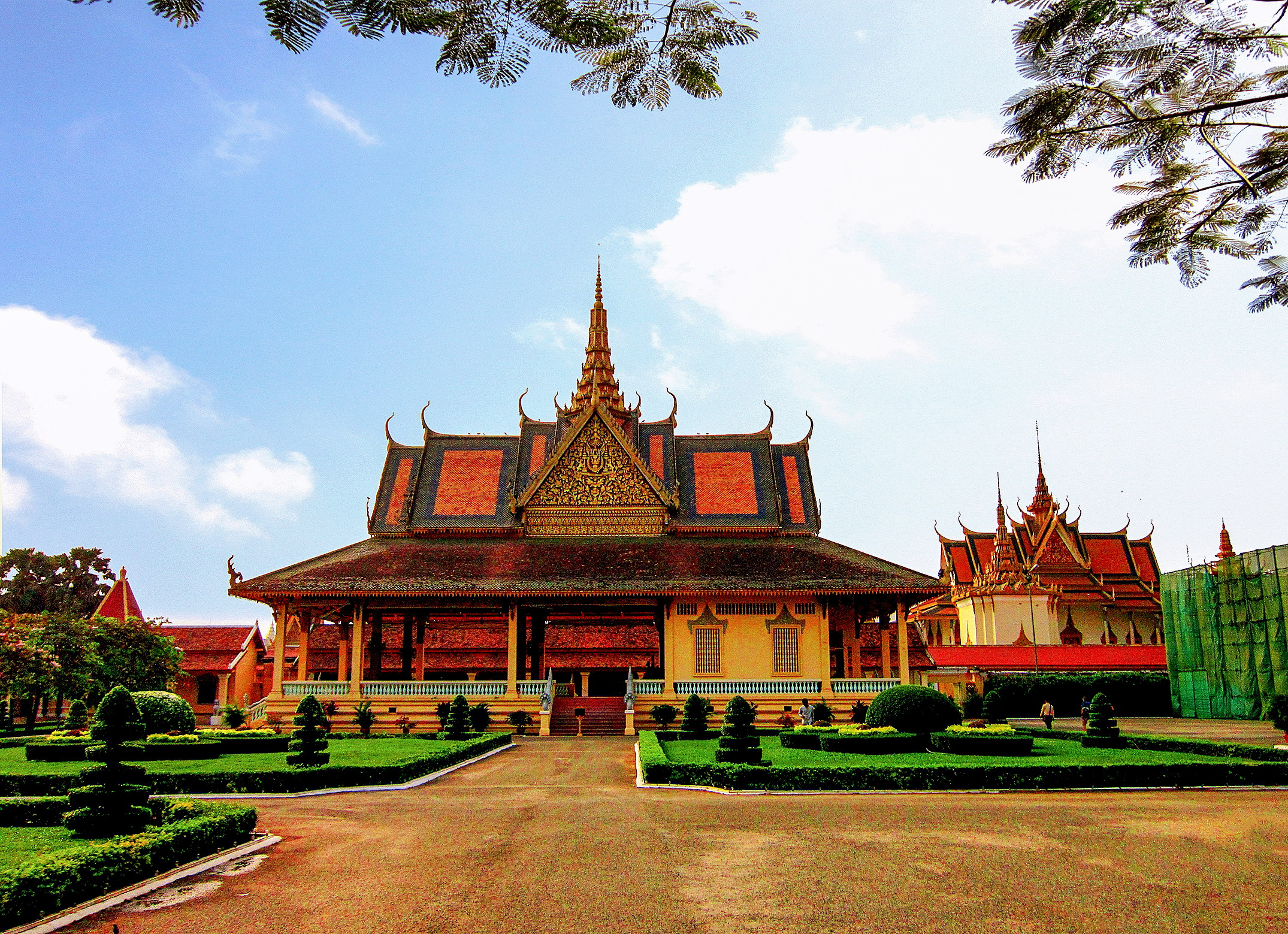
Trong Vương cung Campuchia

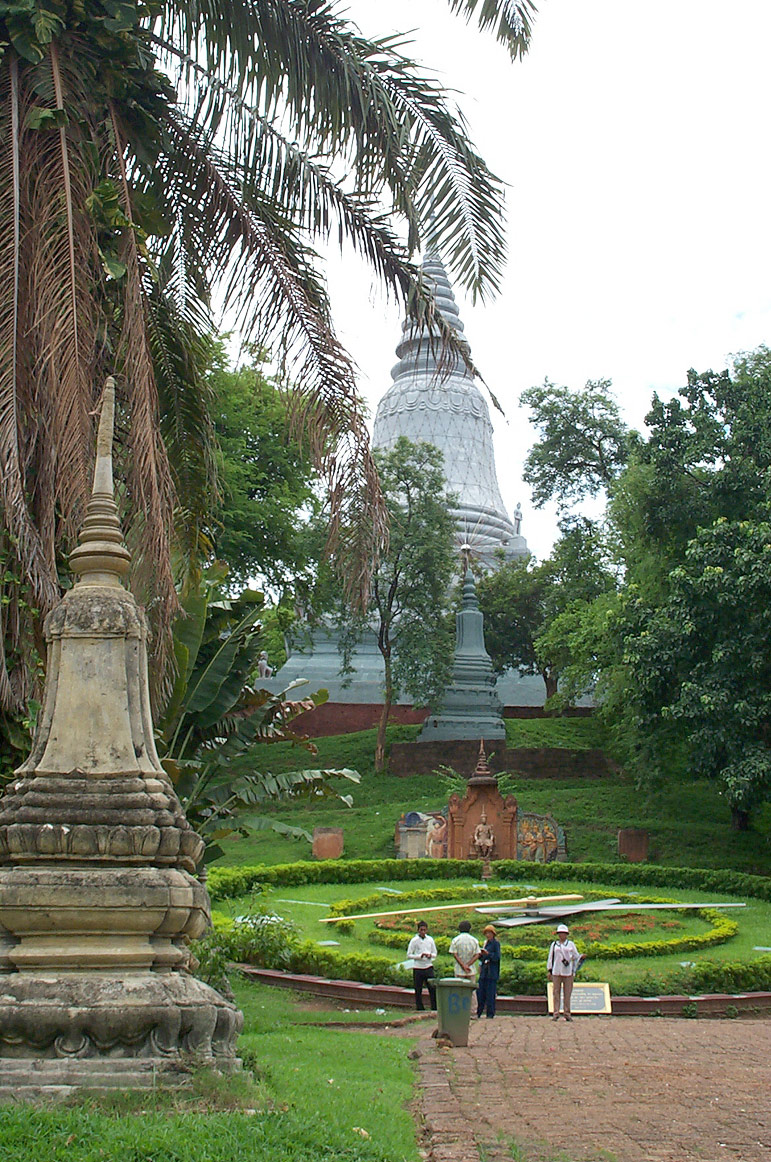
Tháp mộ (phù đồ) trước Wat Phnom

### Đường không

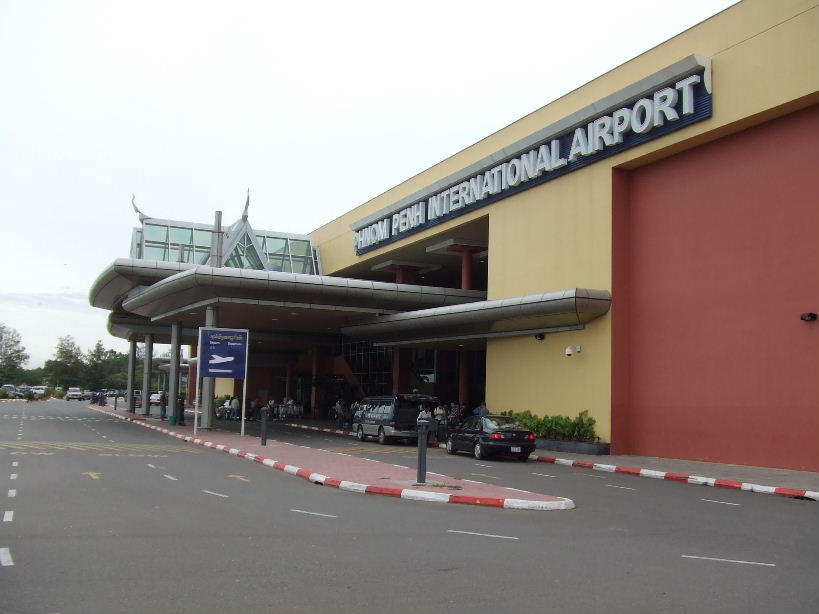
Sân bay quốc tế Phnôm Pênh

### Giao thông công cộng

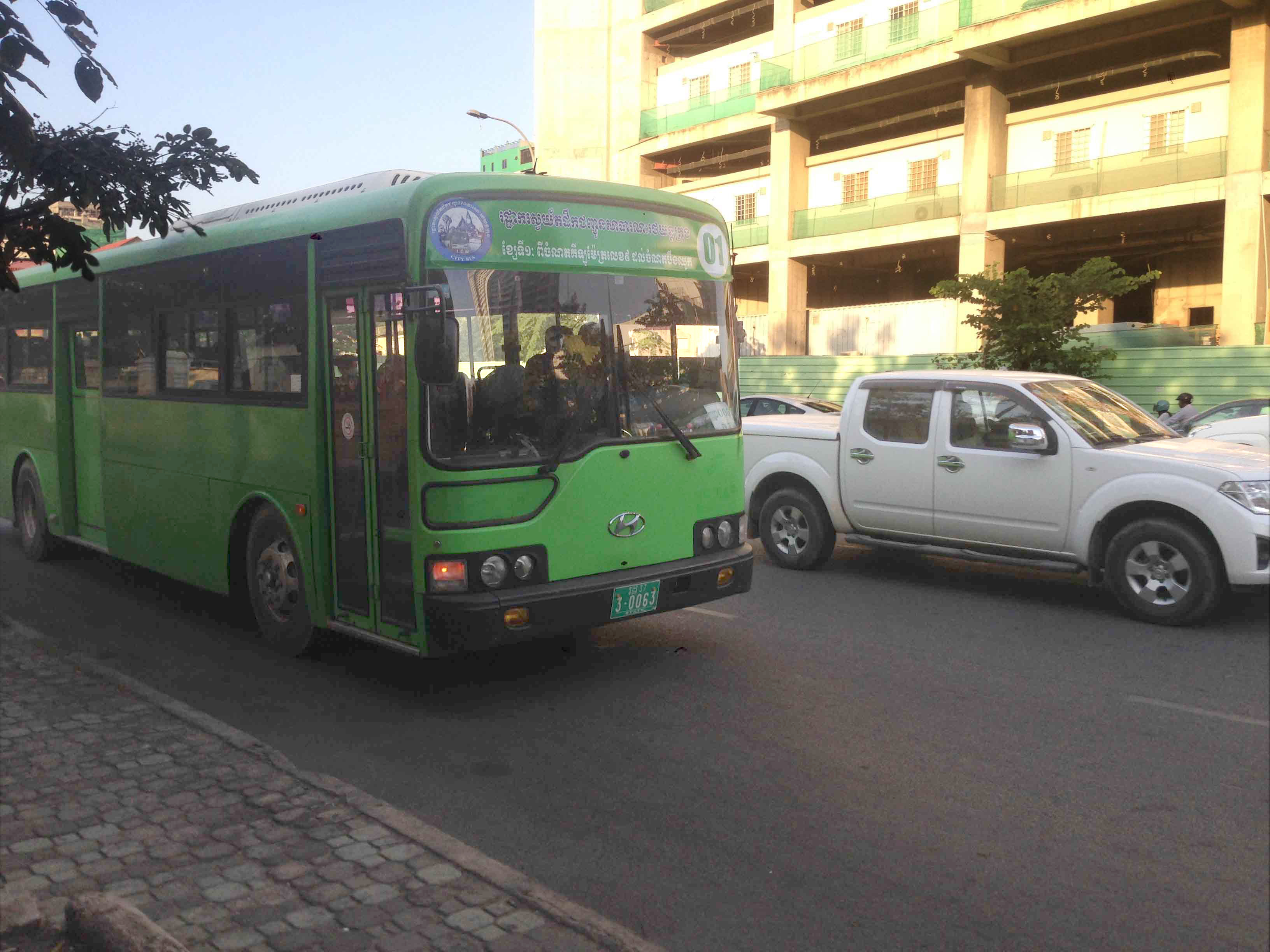
Một chiếc xe buýt nhanh ở trạm Monivong-Sihanouk

### Đường bộ

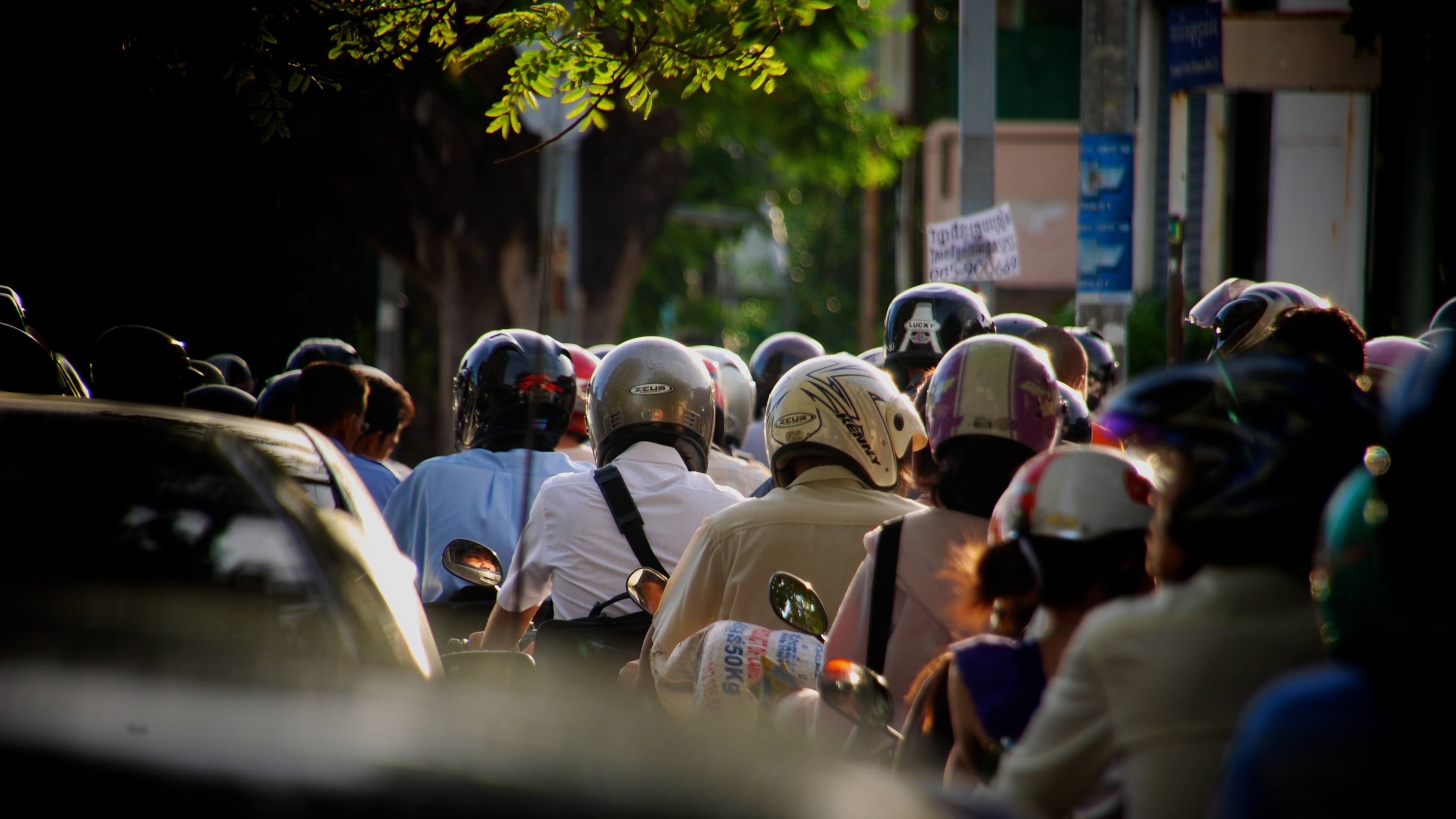
Kẹt xe máy ở Phnom Penh